# Jean-Baptiste Houillon
 Jean-Baptiste Houillon né à Dommartin-lès-Remiremont le 3 décembre 1825 est un prêtre missionnaire qui fut exécuté à Paris par les Fédérés pendant la semaine sanglante, le 27 mai 1871.

## Jeunesse
J-B Houillon voit le jour au hameau de Pont sur la commune de Dommartin-lès-Remiremont. Fils de Marie Thérèse Dieudonné et de Nicolas Houillon, cultivateur. Il est le troisième enfant d'une fratrie de six. Il n'a que dix ans à la mort de son père. Il intègre le petit séminaire de Châtel-sur-Moselle puis il poursuit ses études au grand séminaire de Saint-Dié. Il est ordonné prêtre le 5 juin 1852 par Monseigneur Louis-Marie Caverot évêque de Saint-Dié.
Il est nommé vicaire à Rupt-sur-Moselle puis à Vagney. Après une formation au Séminaire des Missions étrangères de Paris de 1860 à 1862, il embarque pour la Chine.

## En Chine
Le père Houillon embarque le 13 avril 1862 à bord d'un trois-mâts le Lord of the Isles. Le voyage sera long via le Cap de Bonne Espérance, le canal de Suez n'est pas encore terminé. Le 24 juillet, le bateau est en mer de Chine lorsqu'un violent incendie se déclare. Le navire contenant de la poudre risque d'exploser, les passagers embarquent sur des chaloupes. Aidés par des pêcheurs chinois, ils touchent terre à Hoi-Hao.Le voyage repris jusqu'à Macao, puis Hong-kong et le père Houillon put enfin rejoindre sa mission dans la province de Sichuan sur le district de Fou-lin de la Mission du Se-tchoan méridional. Il apprend la langue du pays et travaille à des ouvrages d'histoire traitant du  peuple chinois. Malade, il doit rejoindre la France en 1869.

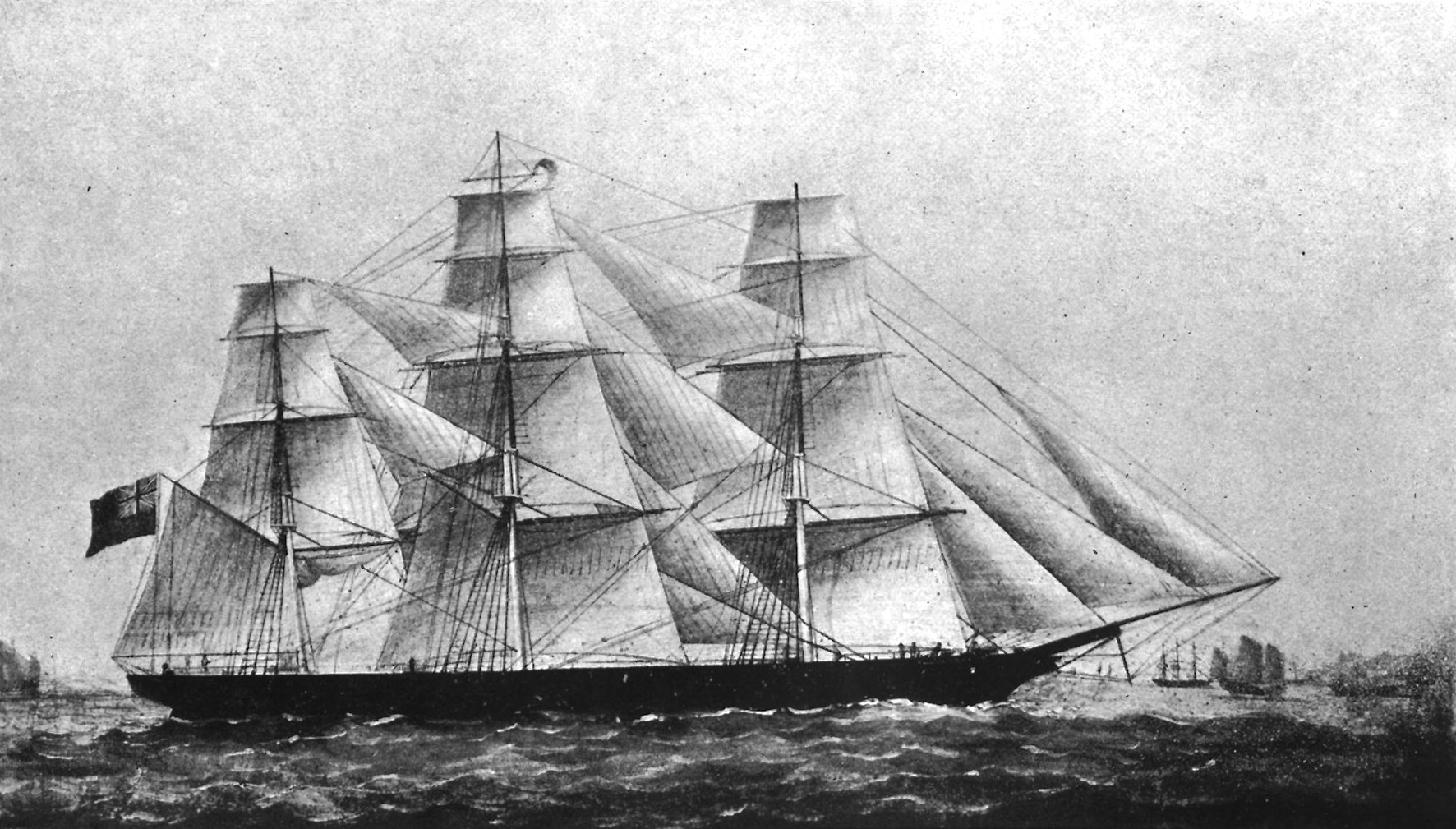
Le Lord of the Isles

## Retour à Paris

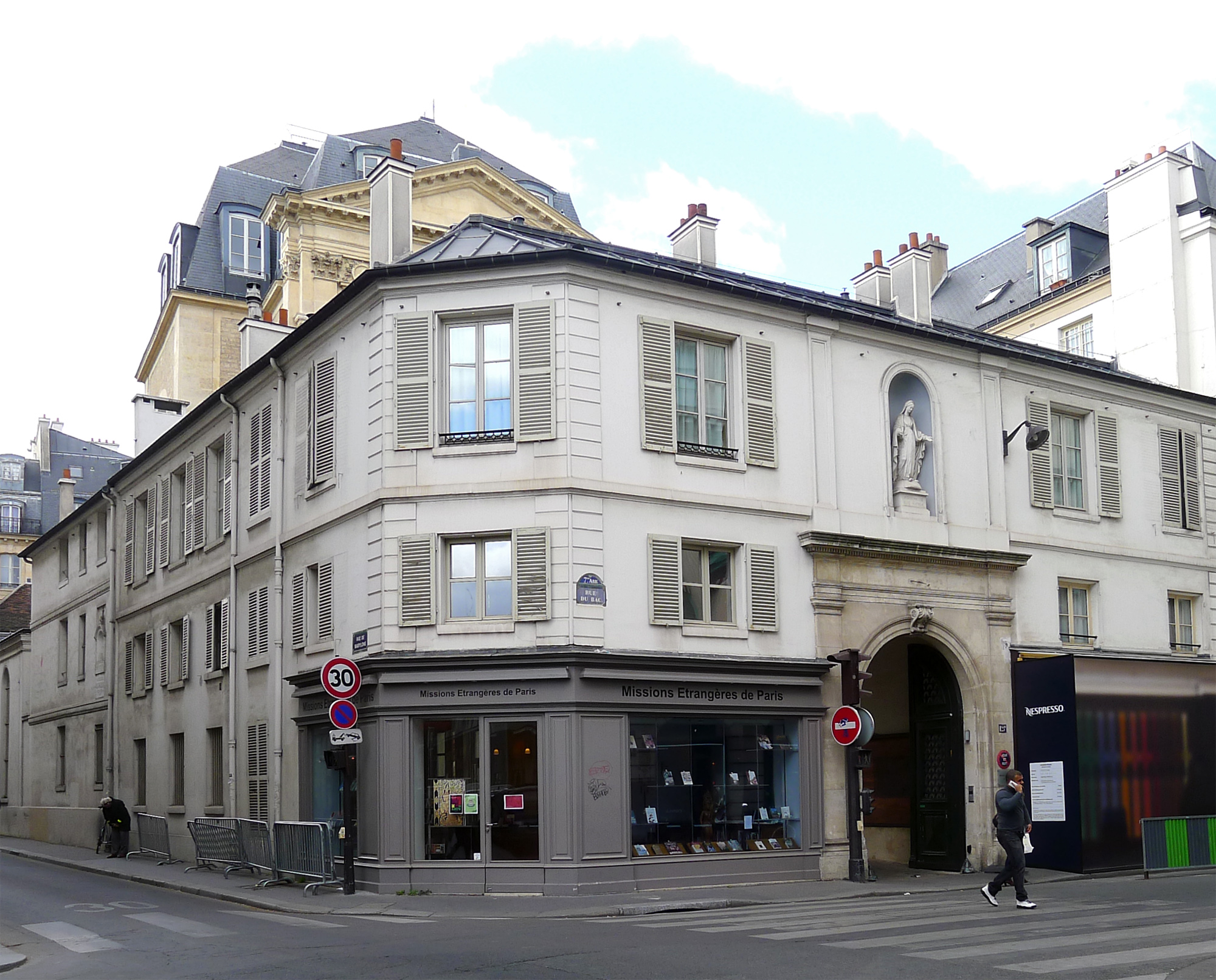
Missions étrangères de Paris, rue du Bac

Revenu en France pour se soigner, le R.P Houillon réside au séminaire des Missions étrangères. La vie n'est pas facile à Paris, après la levée du siège de Paris éclate la Commune. Les séminaristes de la Communauté des missions étrangères ne se sentent pas en sécurité. Alors qu'il sort du séminaire en habit ecclésiastique avec le R.P Perny, ils sont arrêtés dans le quartier du Panthéon. Ils se rendaient à la bibliothèque Sainte-Geneviève. Ils sont  conduits au dépôt de la Préfecture de police puis envoyés à la prison Mazas et enfin transférés à la prison de la Grande Roquette. Le transfert se fait dans une cage grillagée contenant dix-huit prisonniers dont l'Archevêque de Paris, Monseigneur Darbois, le Président Bonjean et le père Gaspard Deguerry. À la Roquette il est retenu dans la quatrième section, celle réservée aux ecclésiastiques, où il occupe la cellule 14.
Le 27 mai, la Roquette est bombardée par les Versaillais, les portes de la prison sont ouvertes et les prisonniers s'en échappent. Hélas ne trouvant pas d'abri sûr, il est de nouveau capturé près du Boulevard Richard-Lenoir. Vers 19h, le R.P. Houillon sera roué de coups et tué par de nombreuses balles. Trois autres personnes, Monseigneur Surat, l'abbé Bécourt et un jeune officier de la Préfecture de police, Chaulieu, seront exécutés avec lui sur l'angle d'un mur de la petite Roquette. Son corps est tellement abîmé qu'il est impossible de l'identifier avec certitude. Le corps est enseveli au cimetière de Montmartre, le cercueil porte la mention prêtre inconnu. Le corps sera exhumé le 30 décembre et le corps identifié grâce aux bas noirs qui portaient le chiffre de la communauté des Missionnaires.
Après une cérémonie religieuse, le cercueil du R. P. Houillon fut déposé au cimetière Montparnasse dans la sépulture des Missions étrangères.

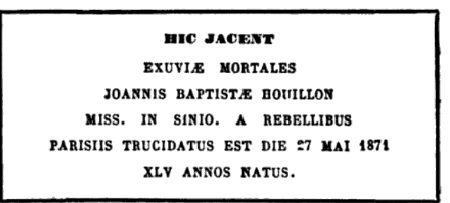
plaque funéraire de Jean-Baptiste Houillon cimetière Montparnasse.

Sur la plaque on peut lire : Ici reposent les dépouilles mortelles de Jean-Baptiste Houillon missionnaire en Chine. Il fut massacré par les rebelles de Paris le 27 mai 1871 à l'âge de 45 ans.